# Cantone di Besançon-1
Il cantone di Besançon-1 è una divisione amministrativa francese dell'arrondissement di Besançon, situato nel dipartimento del Doubs nella regione della Borgogna-Franca Contea..
È stato costituito a seguito della riforma approvata con decreto del 25 febbraio 2014, che ha avuto attuazione dopo le elezioni dipartimentali del 2015.

## Composizione
Comprende parte della città di Besançon e i 7 comuni di:
- Avanne-Aveney
- Chemaudin
- Dannemarie-sur-Crète
- Franois
- Grandfontaine
- Rancenay
- Vaux-les-Prés